# حاسی خلیفه
حاسی خلیفه (به عربی: حاسی خلیفة) یک شهرداری در الجزایر است که در ناحیه حاسی خلیفه واقع شده‌است. حاسی خلیفه ۳۱٬۷۸۴ نفر جمعیت دارد و ۴۸ متر بالاتر از سطح دریا واقع شده‌است.